# Trochia
Trochia là một chi ốc biển, là động vật thân mềm chân bụng sống ở biển trong họ Muricidae, họ ốc gai.

## Các loài
Các loài thuộc chi Trochia bao gồm:
- Trochia cingulata (Linnaeus, 1771)[2]